# Врата солнца
Врата́ со́лнца — каменная арка, принадлежащая цивилизации Тиуанако.
Врата солнца расположены рядом с озером Титикака и являются частью экспозиции Тиуанако. Находятся на высоте 3825 метров над уровнем моря, имеют примерно 3 метра в высоту и 4 в ширину. Изначально представляли собой каменный монолит. Вес составляет около 10 тонн.
Обнаружен европейцами в XIX веке. На момент обнаружения монолит лежал на боку и был расколот на две части. Был установлен в вертикальное положение на месте обнаружения, однако считается, что это место не является оригинальным расположением.